# Walckenaeria jocquei
Walckenaeria jocquei là một loài nhện trong họ Linyphiidae.
Loài này thuộc chi Walckenaeria. Walckenaeria jocquei được Herman Theodor Holm miêu tả năm 1984.